# Hypnales
Die Hypnales sind eine Ordnung der Laubmoose. Sie enthalten den überwiegenden Teil der pleurokarpen Laubmoose. Sie sind auf der ganzen Welt verbreitet und überall häufig.

## Merkmale
Die Hypnales sind kriechende, niederliegende Pflanzen. Sie haben im Stämmchen nur einen reduzierten oder fehlenden Zentralstrang. Das Stämmchen ist mit Paraphyllien oder Pseudoparaphyllien besetzt, das sind schuppenförmige Blättchen an den Astprimordien. Die Blättchen sind eilanzettlich, oft mit Blattflügelzellen. Die Blattrippe ist meist reduziert oder fehlend. Die Laminazellen sind langgestreckt (prosenchymatisch). 
Das Sporogon sitzt auf einer langen Seta. Das Peristom besteht immer aus zwei Reihen von Zähnchen. Die Kalyptra hat die Form einer Kappe und ist glatt.

## Habitat und Vorkommen
Die Ordnung ist kosmopolitisch verbreitet und bildet auf Waldböden und in Mooren oft Massenbestände. Die Hypnales sind fossil erst seit dem Tertiär nachgewiesen. Daraus und aus den progressiv reduzierten Leitgeweben und Blattrippen lässt sich schließen, dass sie eine phylogenetisch junge Gruppe sind.

## Systematik
Die Hypnales sind die artenreichste Moos-Ordnung mit rund 4200 Arten, das ist rund ein Drittel aller Laubmoose.
Neuere genetische Untersuchungen zeigen, dass die Fabroniaceae die Schwestergruppe von allen anderen Hypnales ist. Der erste Zweig besteht aus den Catagoniaceae. Aus dieser Studie folgt, dass ein Teil der verbleibenden Taxa wahrscheinlich polyphyletisch sind (Lembophyllaceae, Neckeraceae, Brachytheciaceae), und andere paraphyletisch (Lepyrodontaceae umfasst Stereophyllaceae, ein Teil des Brachytheciaceae umfasst Symphyodontaceae und zwei getrennte Teilen des Lembophyllaceae, ein Teil des Neckeraceae umfasst die verbleibende Brachytheciaceae, ein anderer Teil des Lembophyllaceae umfasst Rigodiaceae und Pterigynandraceae und einen zweiten Abschnitt des Neckeraceae). Der Rest der Familien, der dritte Teil der Neckeraceae und der vierte Teil des Lembophyllaceae sind wahrscheinlich monophyletisch.

### Familien
Amblystegiaceae · Anomodontaceae · Antitrichiaceae · Brachytheciaceae · Calliergonaceae · Catagoniaceae · Climaciaceae · Cryphaeaceae · Echinodiaceae · Entodontaceae · Fabroniaceae · Fontinalaceae · Habrodontaceae · Heterocladiaceae · Hylocomiaceae · Hypnaceae · Lembophyllaceae · Lepyrodontaceae · Leskeaceae · Leucodontaceae · Meteoriaceae · Microtheciellaceae · Myriniaceae · Myuriaceae · Neckeraceae · Orthorrhynchiaceae · Phyllogoniaceae · Plagiotheciaceae · Prionodontaceae · Pseudoleskeaceae · Pseudoleskeellaceae · Pterigynandraceae · Pterobryaceae · Pylaisiaceae · Pylaisiadelphaceae (mit Platygyrium) · Regmatodontaceae · Rhytidiaceae · Rutenbergiaceae · Scorpidiaceae · Sematophyllaceae · Sorapillaceae · Sterophyllaceae · Symphydontaceae · Theliaceae · Thuidiaceae · Trachylomataceae